# Sidéa

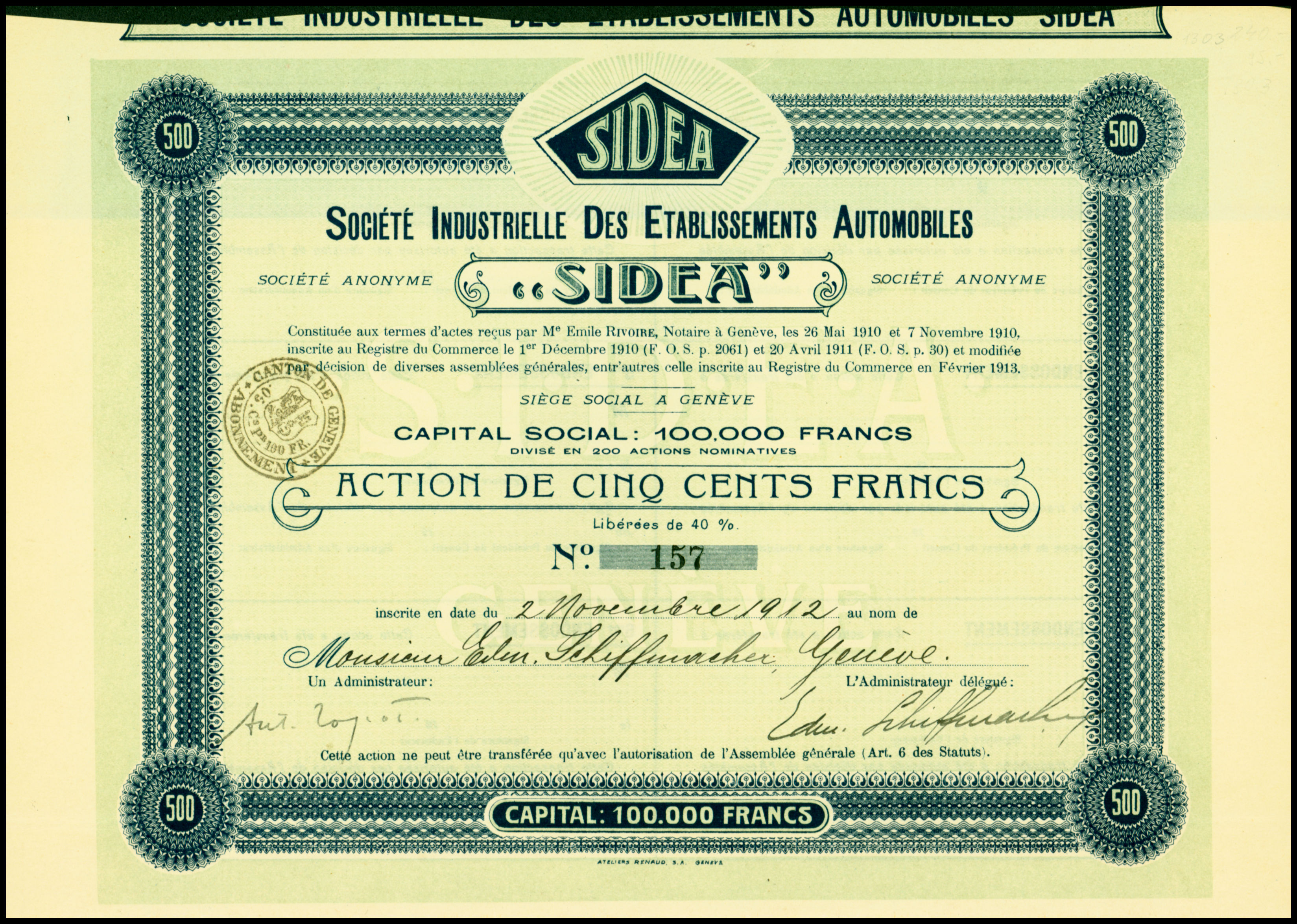
Aktie über 500 Franken der Société Industrielle des Etablissements Automobiles "Sidéa" vom 2. November 1912

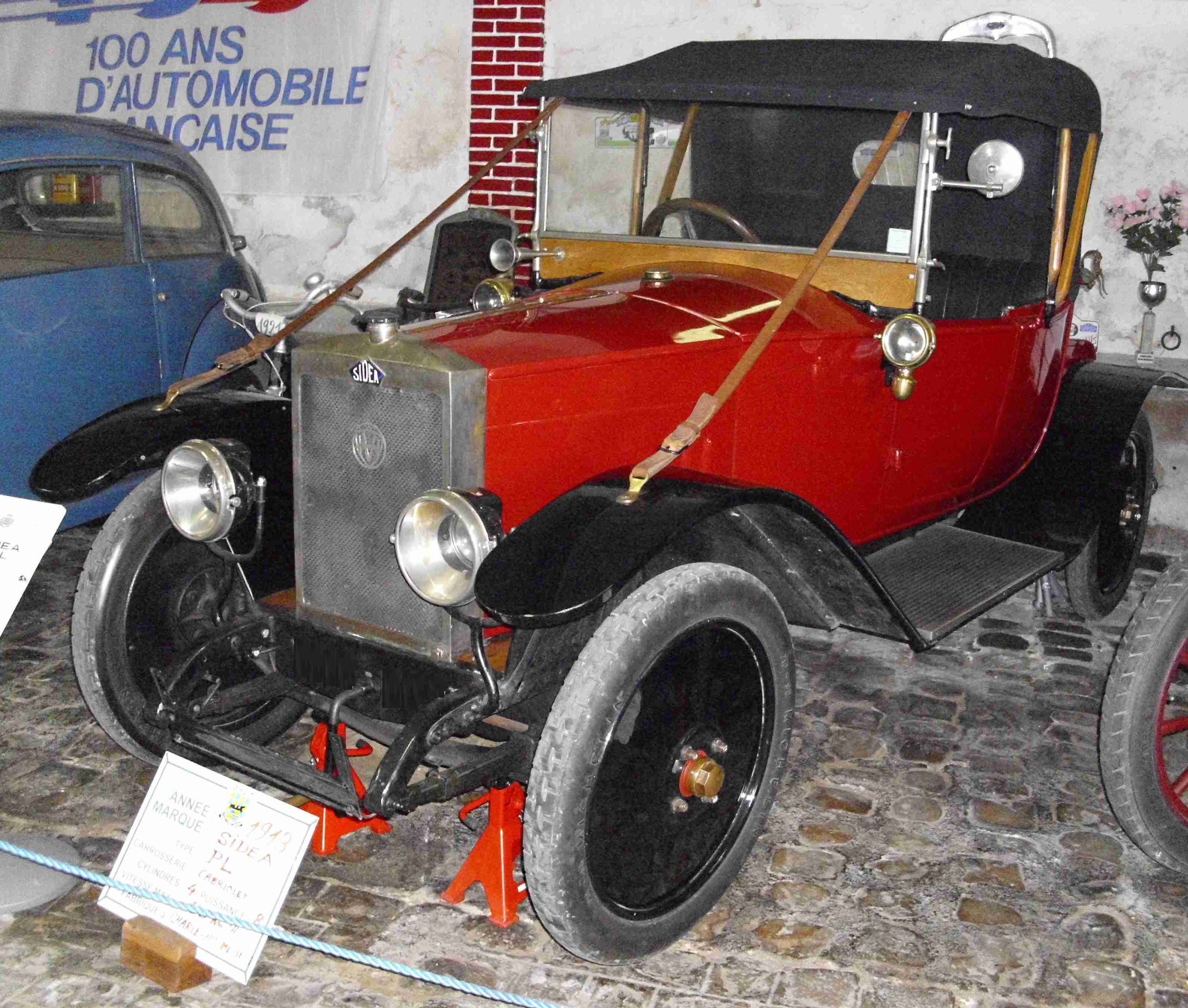
Sidéa

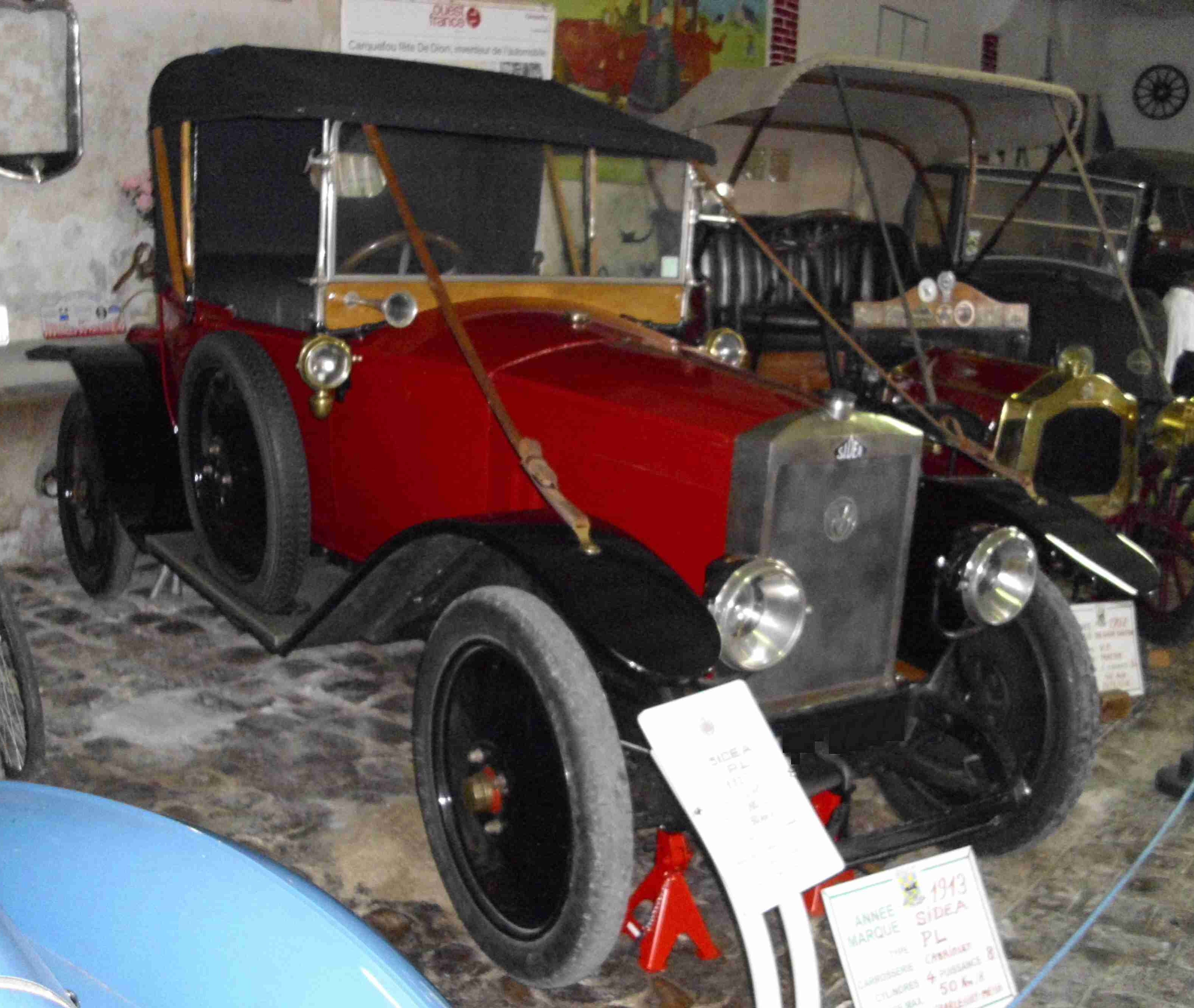
Sidéa

Die Société Industrielle des Etablissements Automobiles "Sidéa" war ein französischer Hersteller von Automobilen.

## Unternehmensgeschichte
Das Unternehmen aus Charleville-Mézières begann 1912 mit der Produktion von Automobilen. Der Markenname lautete Sidéa. 1924 übernahm Léon Demeester, der zuvor Demeester und gleichzeitig Jouffret leitete, das Unternehmen und änderte den Markennamen auf Sidéa-Jouffret. 1925 endete die Produktion.

## Fahrzeuge
Vor dem Ersten Weltkrieg gab es fünf verschiedene Vierzylindermodelle mit Einbaumotoren von Chapuis-Dornier vom 6 CV mit 1300 cm³ Hubraum bis zum 14 CV mit 2700 cm³ Hubraum. Die Getriebe verfügten über drei Gänge.
Von 1922 bis 1924 bestand das Angebot aus drei Modellen. In einem Modell sorgte ein Motor von Fivet mit 1496 cm³ Hubraum und seitlichen Ventilen für den Antrieb. Ein anderes Modell verfügte über einen Motor von S.C.A.P. mit 1690 cm³ Hubraum und OHC-Ventilsteuerung. Daneben stand noch ein Motor von S.C.A.P. mit 1168 cm³ Hubraum zur Verfügung.